# صفاء (فلم)
صفاء  (بالإنجليزية: Serenity) هو فيلم تم إنتاجه في الولايات المتحدة سنة 2019. الفيلم من إخراج وكتابة ستيفن نايت.

## بطولة
- ماثيو ماكونهي
- آن هاثاواي
- دايان لاين
- جيسون كلارك
- دجيمون هونسو

## القصة
يعيش بيكر ديل حياة هادئة كقبطان قارب صيد. يقضي أيامه في قيادة الرحلات البحرية قبالة جزيرة استوائية هادئة تسمى جزيرة بليموث وهو مهووس بصيد سمكة تونة صفراء عملاقة مراوغة يطلق عليها "جستيس".
في أحد الأيام، تتعقبه زوجة ديل السابقة كارين وتتوسل إليه لإنقاذها وابنهما الصغير باتريك من زوجها الجديد القوي ولكن المسيء بعنف فرانك. تعرض على ديل 10 ملايين دولار لقتله عن طريق إلقائه في البحر. تخبره أن فرانك سيصل في وقت لاحق من الأسبوع وأنهما حجزا ديل لرحلة صيد، وهي الفرصة المثالية لديل لقتل فرانك.
بينما يمزقه ضميره ورغبته في مساعدة كارين، يعود ديل إلى الحياة التي حاول نسيانها، حيث ينغمس عالمه في واقع جديد قد لا يكون كل ما يبدو عليه.
سرعان ما يتبين أن ديل هو شخصية في لعبة كمبيوتر ابتكرها باتريك، استنادًا إلى والده، جون ماسون، وهو كابتن في سلاح مشاة البحرية الأمريكية قُتل في العراق عام 2006. استند باتريك في تصميم الشخصية إلى ذكرى والده وهو يصطحبه للصيد عندما كان في الثالثة من عمره. عندما تزوجت كارين الأرملة مرة أخرى، قدم باتريك والدته وزوج أمه المسيء كشخصيتين جديدتين في اللعبة، وغير مهمة ديل من صيد سمك التونة إلى قتل زوج أمه.
سرعان ما بدأ ديل يدرك أنه وسكان جزيرة بليموث الآخرين مجرد شخصيات ذكاء اصطناعي ابتكرها ابنه. ومع ذلك، قرر المضي قدمًا في هدف قتل فرانك.

## الممثلون والشخصيات
- ماثيو ماكونهي
- آن هاثاواي
- دايان لاين
- جيسون كلارك
- دجيمون هونسو
- جيرمي سترونغ

## الميزانية والإيرادات
بلغت تكلفة إنتاج الفيلم حوالي 25 مليون $.

## وصلات خارجية
- مقالات تستعمل روابط فنية بلا صلة مع ويكي بيانات

لا توجد روابط لمواقع التواصل الاجتماعي.